# Gwyneth Keyworth
Gwyneth Anjuli Keyworth (Aberystwyth, 15 settembre 1990) è un'attrice britannica.

## Biografia
Nata e cresciuta nel Galles, si è diplomata alla Ysgol Gyfun Gymunedol Penweddig nel 2010 ed ha poi studiato alla Royal Academy of Dramatic Art fino al 2014. Ha iniziato a lavorare in ruoli secondari in serie televisive britanniche quali The Sarah Jane Adventures (2010), Misfits (2010-2011), Il Trono di Spade (2015), Wasted (2016), Black Mirror (2017). Al cinema ha interpretato Lidia in Closer to the Moon (2014) di Nae Caranfil; in teatro, nel 2015, ha preso parte alla produzione del Shakespeare's Globe di The Heresy of Love di Helen Edmundson, con regia di John Dove, che ha avuto un buon successo di critica.
Nel 2018 è co-protagonista della serie televisiva gallese Craith (Hidden) della BBC Wales. Nel 2025 interpreta la protagonista Janie Mallowan nella serie Death Valley, al fianco di Timothy Spall.

## Filmografia

### Cinema
- Elfie Hopkins, regia di Ryan Andrews (2012)
- Closer to the Moon, regia di Nae Caranfil (2014)
- The Toll, regia di Ryan Andrew Hooper (2021)

### Televisione
- Framed – film TV (2009)
- Royal Wedding – film TV (2010)
- The Great Outdoors – serie TV, 3 episodi (2010)
- The Sarah Jane Adventures – serie TV, 2 episodi (2010)
- L'ispettore Barnaby (Midsomer Murders) – serie TV, 1 episodio (2011)
- Case Histories – serie TV, 2 episodi (2011)
- Misfits – serie TV, 2 episodi (2010-2011)
- Loserville – film TV (2011)
- The Suspicions of Mr Whicher: The Ties That Bind – film TV (2014)
- The Vodka Diaries – serie TV (2014)
- Il Trono di Spade (Game of Thrones) – serie TV, stagione 5, 1 episodio (2015)
- Doctor Thorne – serie TV, 3 episodi (2016)
- Plebs – serie TV, 1 episodio (2016)
- Power Monkeys – miniserie TV, 6 episodi (2016)
- Wasted – serie TV, 6 episodi (2016)
- Hinterland – serie TV, 1 episodio (2016)
- Bang – serie TV, 4 episodi (2017)
- Black Mirror – serie TV, episodio 4x04 (2017)
- Craith – serie TV, 8 episodi (2018)
- Defending the Guilty – serie TV, 7 episodi (2018-2019)
- The Crown – serie TV, 1 episodio (2019)
- The Diary of My Broken Vagina – serie TV, 1 episodio (2019)
- The Trouble with Maggie Cole – serie TV, 6 episodi (2020)
- Fflam – serie TV, 6 episodi (2020)
- Alex Rider – serie TV, 6 episodi (2021)
- Lost Boys & Fairies – miniserie TV, 3 puntate (2024)
- Death Valley – serie TV, 6 episodi (2025)